# Winter van 2014-2015
De winter van 2014-2015 was in Nederland en België volgens de metingen van het KNMI in termen van het koudegetal een van de zachtste ooit gemeten. Het KNMI noteerde een koudegetal van 7,8.
Hoewel deze winter over het algemeen zacht was, kwamen er toch enkele wat koudere periodes voor. Op 28 december 2014 werd in Woensdrecht, Noord-Brabant de laagste temperatuur van deze winter geregistreerd: -9,1 °C boven een vers sneeuwdek. De hoogste temperatuur werd op 9 januari 2015 in Ell, Limburg geregistreerd: 14,5°C. Op 23 januari kwam het kwik op veel plaatsen in Nederland niet boven het vriespunt uit, wat het tot de eerste en tevens enige ijsdag van deze winter maakte. Gemiddeld telt een winter zo'n zeven ijsdagen. Wel was het aantal vorstdagen ongeveer normaal: 37 tegen 38 gemiddeld. Opmerkelijk is verder ook het feit dat deze winter qua gemiddelde temperatuur niet fors afweek van het langjarig gemiddelde, ondanks het zeer lage koudegetal. In De Bilt bedroeg de gemiddelde temperatuur 4,1 °C, wat slechts 0,7 °C warmer was dan gemiddeld
Dit is even warm als de winter van 2011-2012 toen het hellmanngetal 88,4 bedroeg. De temperatuur gemeten door het KMI was met 3,7 °C zelfs vrijwel gelijk aan het langjarig gemiddelde. De maand februari was hier iets kouder dan gemiddeld.
1974-1975 · 1988-1989  · 1989-1990  · 1999-2000 · 2006-2007 · 2013-2014 · 2014-2015 · 2015-2016 · 2019-2020